# 临真公主 (唐德宗)
临真公主（?—?），唐朝公主，是中国唐朝第十一代皇帝唐德宗李适之女。 
临真公主嫁给了秘书少监薛钊，薛钊出身薛家西祖房。临真公主在元和年间去世。      